# 丘陵紫珠
丘陵紫珠（学名：Callicarpa collina）是马鞭草科紫珠属的植物，是中国的特有植物。分布在中国大陆的江西、广东等地，生长于海拔700米至1,000米的地区，多生于山坡林下，目前尚未由人工引种栽培。

## 异名
- Callicarpa brevipes (Benth.) Hance var. yingtakensis Pei